# Stanford (Montana)
Stanford is een plaats (town) in de Amerikaanse staat Montana, en valt bestuurlijk gezien onder Judith Basin County.

## Demografie
Bij de volkstelling in 2000 werd het aantal inwoners vastgesteld op 454.
In 2006 is het aantal inwoners door het United States Census Bureau geschat op 417, een daling van 37 (-8,1%).

## Geografie
Volgens het United States Census Bureau beslaat de plaats een oppervlakte van
1,1 km², geheel bestaande uit land. Stanford ligt op ongeveer 1302 m boven zeeniveau.

## Plaatsen in de nabije omgeving
De onderstaande figuur toont nabijgelegen plaatsen in een straal van 48 km rond Stanford.